# Gavia arctica
Gavia arctica là một loài chim trong họ Gaviidae.
Đây là một loài chim thủy sinh di cư được tìm thấy ở Bắc bán cầu, chủ yếu sinh sản trong các hồ nước ngọt ở Bắc Âu và Châu Á. Chúng trú đông dọc theo bờ biển được che chở, không có băng của vùng đông bắc Đại Tây Dương và phía đông và tây Thái Bình Dương. Loài này được mô tả lần đầu tiên bởi Carl Linnaeus vào năm 1758. Nó có hai phân loài.

## Hình ảnh

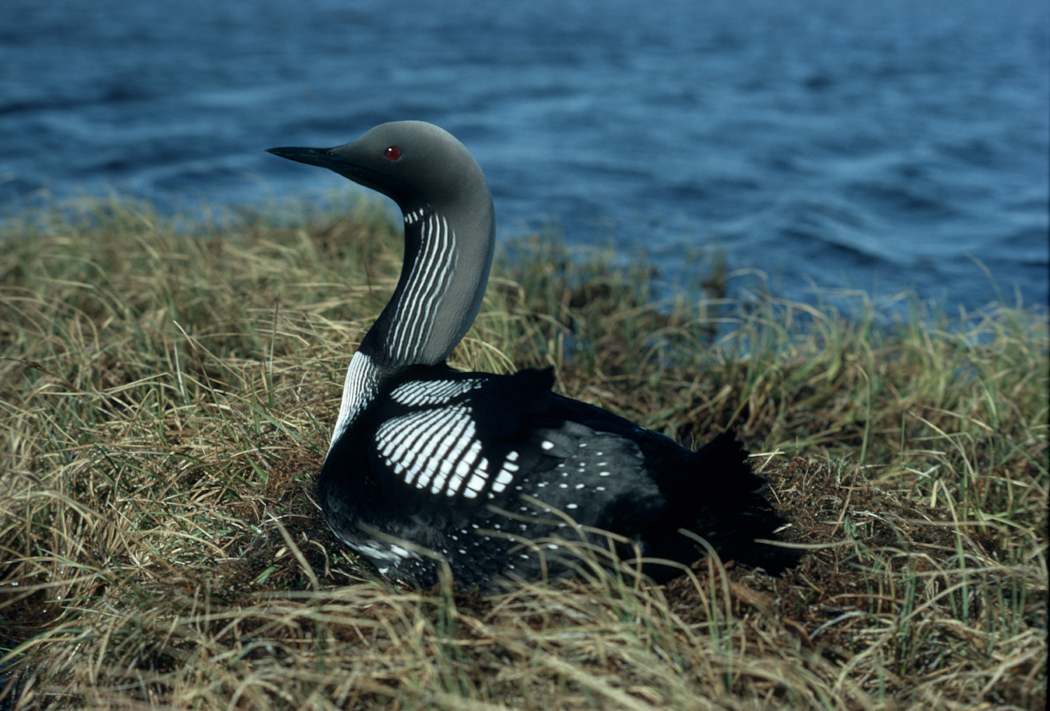
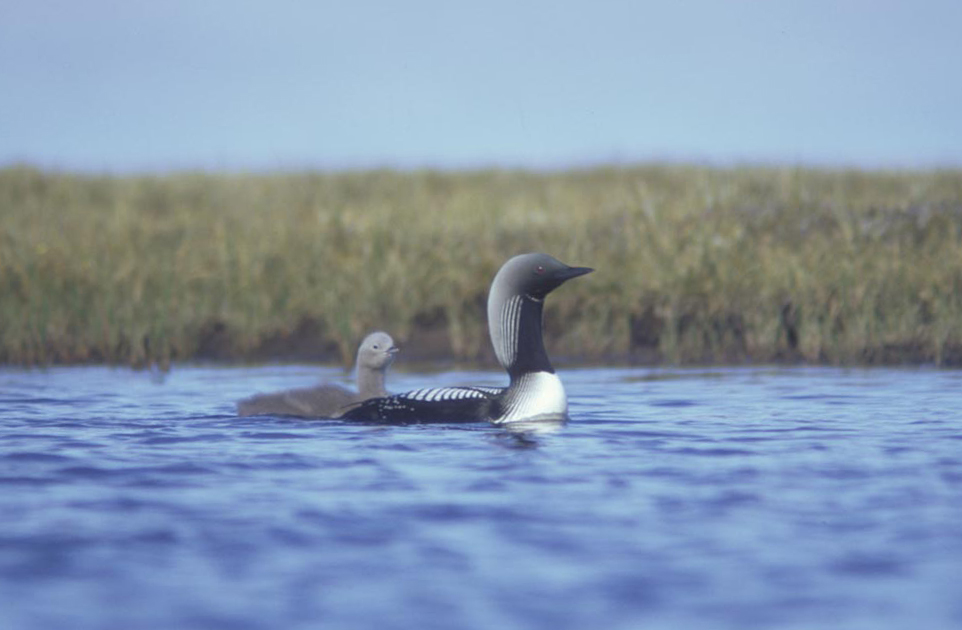
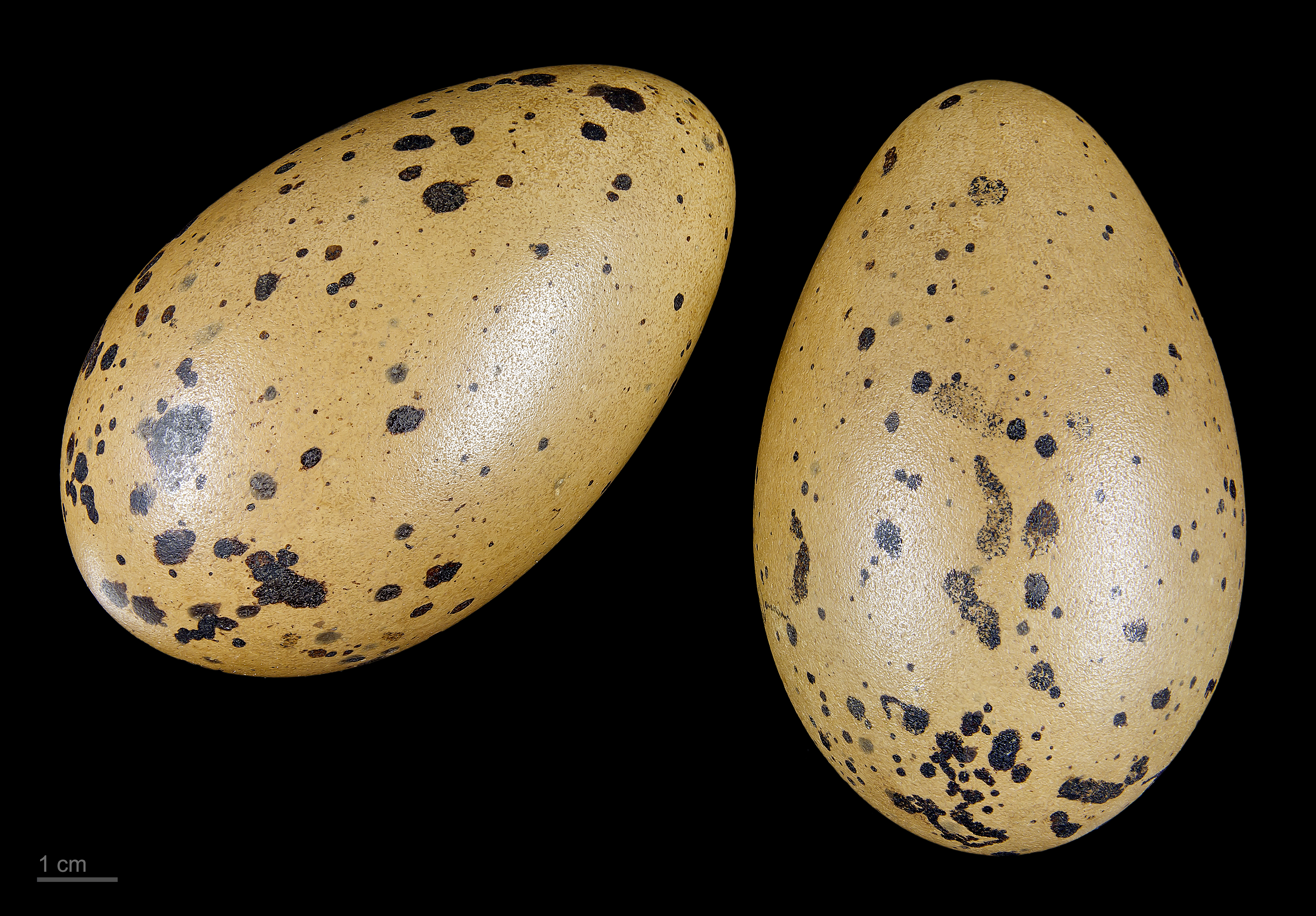
Museum specimen